# Egon Franke

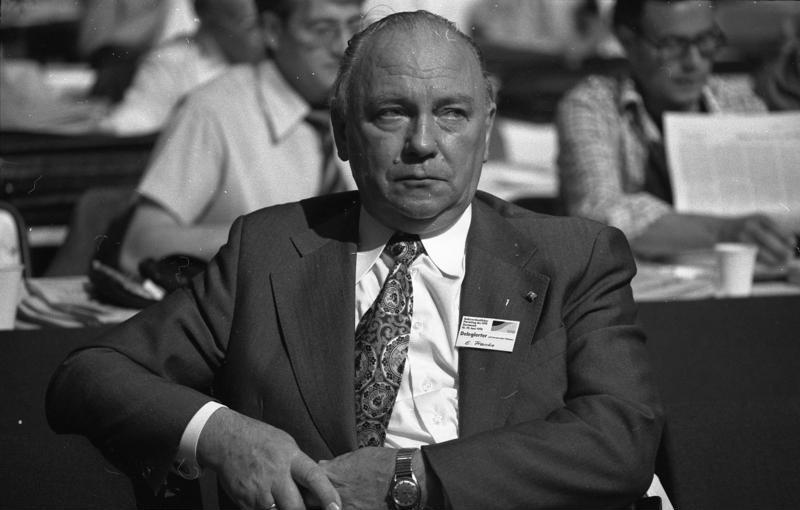
Egon Franke, 1976

Egon Franke (* 11. April 1913 in Hannover; † 26. April 1995 ebenda) war ein deutscher Politiker (SPD). Er war vom 22. Oktober 1969 bis zum 4. Oktober 1982 Bundesminister für innerdeutsche Beziehungen und vom 17. September bis zum 1. Oktober 1982 Vizekanzler der Bundesrepublik Deutschland.

## Frühe Jahre
Nach dem Besuch der Volksschule absolvierte Egon Franke eine Lehre zum Tischler und bildete sich anschließend an einer Kunstgewerbeschule zum Kunsttischler fort.
1929 trat Franke der SPD bei. Bis 1933 war er Vorsitzender der Sozialistischen Arbeiterjugend in Hannover.

## Zeit des Nationalsozialismus
Von 1933 bis zu seiner Verhaftung 1934 gehörte er der linkssozialdemokratischen Widerstandsorganisation Sozialistische Front an. 1935 wurde er wegen Vorbereitung zum Hochverrat verurteilt und verbrachte zweieinhalb Jahre im Zuchthaus.
Von 1943 bis 1945 nahm er als Soldat im Strafbataillon 999 am Zweiten Weltkrieg teil und geriet nach Fronteinsatz und Verwundung in amerikanische Kriegsgefangenschaft.

## Nachkriegszeit und Landespolitik
Nach der Entlassung aus der Gefangenschaft gehörte Franke 1945 zu den Mitbegründern der SPD in der Stadt Hannover und im damaligen Land Hannover.
Von 1945 bis 1947 war Franke Ratsherr der Stadt Hannover. Vom 23. August 1946 bis zum 29. Oktober 1946 war er Mitglied des ernannten Hannoverschen Landtages (dort stellvertretender Vorsitzender der SPD-Fraktion), vom 9. Dezember 1946 bis zum 28. März 1947 Mitglied des ernannten Niedersächsischen Landtages und vom 20. April 1947 bis zum 30. April 1951 Mitglied des ersten gewählten Niedersächsischen Landtages.

## Parteiämter
Von 1947 bis 1952 war Egon Franke hauptamtliches Mitglied im SPD-Parteivorstand. Von 1952 bis 1970 war er Bezirksvorsitzender der SPD Hannover und von 1950 bis 1970 Vorsitzender des Landesausschusses der SPD Niedersachsen. Von 1964 bis 1973 war Franke Mitglied des Präsidiums der SPD. Innerparteilich positionierte sich Franke bei den Kanalarbeitern, einer Gruppe vorwiegend nicht-akademischer Abgeordneter des rechten, gewerkschaftsnahen Parteiflügels, die bis in die 1980er Jahre über erheblichen Einfluss verfügte und deren führender Kopf er seit Anfang der 1960er Jahre war. Seine Rolle als Wortführer der Kanalarbeiter brachte ihm den Spitznamen „Canale Grande“ ein.

## Bundespolitik
Am 6. Mai 1951 wurde Egon Franke im Wahlkreis Hannover-Nord für den verstorbenen Bruno Leddin in den ersten Deutschen Bundestag nachgewählt. Das Mandat wurde am 17. Mai wirksam. Dem Parlament gehörte er seitdem bis zum Ende der 10. Wahlperiode am 18. Februar 1987 an. Mit Ausnahme der Bundestagswahl 1957 wurde er in seinem Wahlkreis stets direkt gewählt: 1953 und 1961 im Wahlkreis Nr. 40 „Stadt Hannover-Nord“, 1965 bis 1976 im Wahlkreis Nr. 36 „Hannover I“, 1980 und 1983 im Wahlkreis Nr. 36 „Stadt Hannover I“. Vom 13. Dezember 1966 bis 1969 war er stellvertretender Vorsitzender der SPD-Bundestagsfraktion und vom 26. Januar 1967 bis 1969 Vorsitzender des Bundestagsausschusses für gesamtdeutsche und Berliner Fragen.
Im Zuge der Diskussionen um die APO veröffentlichte Franke einen Offenen Brief an einen jungen Anhänger der APO.

## Minister für innerdeutsche Beziehungen

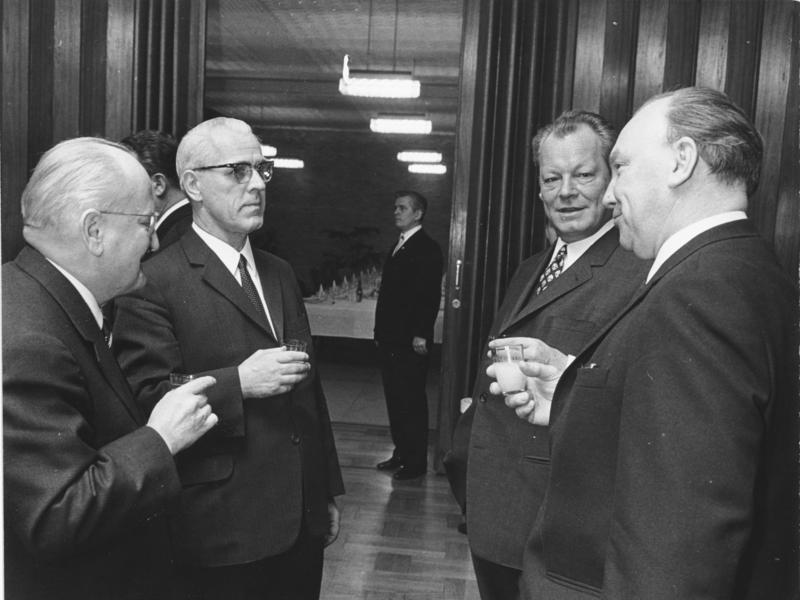
Otto Winzer, Willi Stoph, Willy Brandt und Egon Franke (von links nach rechts) beim Erfurter Gipfeltreffen.

Nach der Bundestagswahl 1969 wurde er am 22. Oktober 1969 zum Bundesminister für innerdeutsche Beziehungen in der von Bundeskanzler Willy Brandt (SPD) geführten sozial-liberalen Bundesregierung ernannt. Dieses Amt behielt er ab 1974 auch unter Bundeskanzler Helmut Schmidt (SPD) bei. Mit 13 Jahren Amtszeit im Bundesministerium für innerdeutsche Beziehungen war er Rekordhalter in diesem Ressort, das von 1949 bis 1969 „Bundesministerium für gesamtdeutsche Fragen“ hieß und bis zum 18. Januar 1991 bestand. Zudem war er der einzige Bundesminister, der während der gesamten Amtszeit der SPD-Bundeskanzler Willy Brandt und Helmut Schmidt im gleichen Ressort amtierte.
Als Minister befürwortete er den von Bundeskanzler Helmut Schmidt konzipierten NATO-Doppelbeschluss auch gegenüber innerparteilichen Gegnern.
Nach dem Bruch der sozialliberalen Koalition war er ab dem 17. September 1982 zusätzlich Vizekanzler. Mit der Wahl von Helmut Kohl (CDU) zum neuen Bundeskanzler am 1. Oktober 1982 endete die Amtszeit der kurzzeitigen SPD-Minderheitsregierung. Bis zum Amtsantritt des von den CDU/CSU- und FDP-Bundestagsfraktionen getragenen christlich-liberalen Kabinetts am 4. Oktober 1982 blieben Franke und die übrigen SPD-Minister geschäftsführend im Amt.
Nach seinem Ausscheiden aus dem Ministeramt geriet sein Umgang mit öffentlichen Geldern in die Kritik. Franke und sein Ministerialdirektor Edgar Hirt hatten zwischen 1979 und 1982 knapp 6,02 Millionen Mark (das entspricht inflationsbereinigt heute ca. 6.300.000 EUR), die für humanitäre Maßnahmen in der DDR, insbesondere für den Häftlingsfreikauf bestimmt waren, für andere Zwecke verwendet und durch falsche Deklaration der parlamentarischen Kontrolle entzogen. Franke wurde am 17. Dezember 1986 vom Landgericht Bonn von der Anklage wegen Untreue freigesprochen, während Hirt im gleichen Prozess wegen Untreue in Tateinheit mit Betrug zu einer Freiheitsstrafe von dreieinhalb Jahren verurteilt wurde.

## Spätere Jahre
Nach der Bundestagswahl 1983 wäre Egon Franke entsprechend der Tradition als ältestes Mitglied Alterspräsident des Bundestages gewesen, nachdem er bereits 1980 nach Herbert Wehner (SPD) und Franz Amrehn (CDU/CSU) drittältester Abgeordneter gewesen war. Aufgrund der gerade anhängigen Untersuchungen verzichtete er jedoch zugunsten des nächstjüngeren Abgeordneten und SPD-Parteivorsitzenden Willy Brandt darauf, die Eröffnungsrede des Bundestages zu halten. Zur Bundestagswahl 1987 trat Egon Franke nicht mehr als Kandidat an und schied damit nach rund 36 Jahren Mitgliedschaft aus dem Bundestag aus.

## Ehrungen

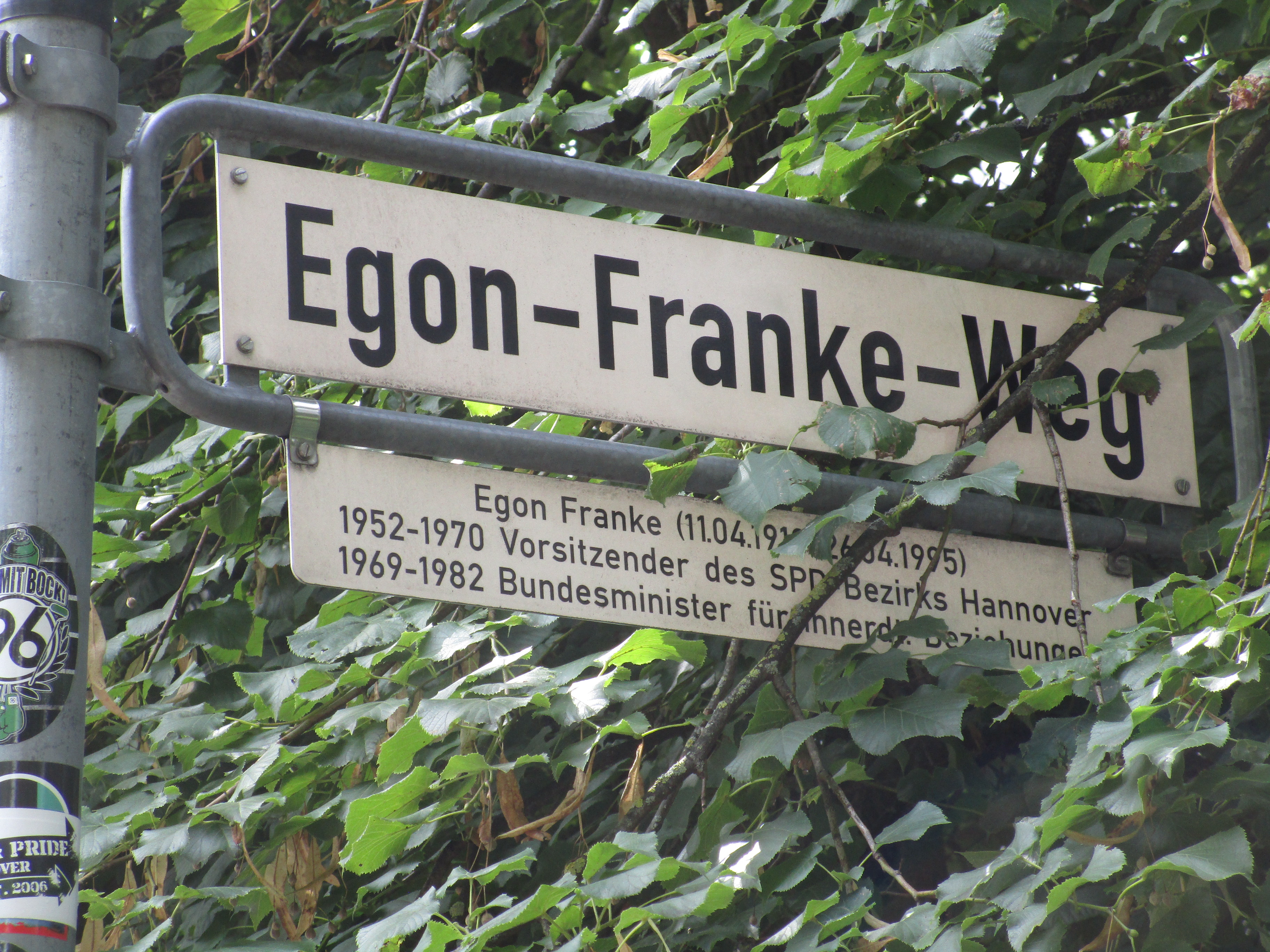
Der Egon-Franke-Weg in Frankes Heimatstadt Hannover

- 1968: Verdienstkreuz 1. Klasse der Bundesrepublik Deutschland
- 1973: Großes Verdienstkreuz der Bundesrepublik Deutschland[9]
- 1975: Großes Verdienstkreuz mit Stern und Schulterband der Bundesrepublik Deutschland
- 1979: Großkreuz des Verdienstordens der Bundesrepublik Deutschland
- 1994: Niedersächsische Landesmedaille
- In Frankes hannoverschem Wohnstadtteil Bothfeld ist seit 2003 der Egon-Franke-Weg nach ihm benannt.

## Ämterstatistik
Parteiämter
- Mitglied des Parteivorstandes der SPD (1947–1952)
- Bezirksvorsitzender der SPD Hannover (1952–1970)
- Vorsitzender des Landesausschusses der SPD Niedersachsen (1950–1970)
- Mitglied im Präsidium der SPD (1964–1973)

Abgeordnetenmandate
- Mitglied des Rates der Stadt Hannover (1945–1947)
- Mitglied des ernannten Hannoverschen Landtages (1946)
- Mitglied des ernannten Niedersächsischen Landtages (1946–1947)
- Mitglied des gewählten Niedersächsischen Landtages (1947–1951)
- Mitglied des Deutschen Bundestages (1951–1987)

Regierungsämter
- Bundesminister für innerdeutsche Beziehungen (1969–1982)
- Stellvertreter des Bundeskanzlers (1982)